# Рабочий (Ставропольский край)
Рабо́чий — посёлок в Кочубеевском районе (муниципальном округе) Ставропольского края России.

## География
Расстояние до краевого центра: 49 км.
Расстояние до районного центра: 12 км.
На западной окраине посёлка, за улицей Тебердинской, расположено общественное открытое кладбище площадью 5000 м².

## История
27 сентября 1995 года Глава администрации Ставропольского края постановил «Восстановить в учётных данных по Кочубеевскому району, ранее упразднённые как неперспективные, хутор Петровский в составе Ивановского сельсовета и посёлок Рабочий в составе Новодеревенского сельсовета».
До 16 марта 2020 года Рабочий входил в состав сельского поселения Новодеревенский сельсовет.

## Население
| 1989 | 2002 | 2010 | 2012 | 2014 |
| ---- | ---- | ---- | ---- | ---- |
| 0    | ↗686 | ↗756 | ↘700 | →700 |

По данным переписи 2002 года в национальной структуре населения преобладают русские (97 %).